# Флис, Дмитрий Сергеевич
Дмитрий Сергеевич Флис (род. 22 октября 1984, Советск, СССР) — российский и испанский профессиональный баскетболист, играет на позиции тяжёлого форварда.

## Карьера
Воспитанник УОР N1 Санкт-Петербурга. С 2000 года выступал в Испании в молодежной команде «Ховентут».
В августе 2013 года стал игроком екатеринбургского «Урала».
Осенью 2015 года вернулся в Испанию — в клуб «Манреса».

## Сборная России
В 2007 году Дэвид Блатт включил Дмитрия Флиса в расширенный список кандидатов в сборную России на чемпионат Европы, но в итоговую заявку команды, ставшей чемпионом континента, Дмитрий не попал.

## Достижения
- Обладатель Кубка УЛЕБ: 2007/2008
- Обладатель Кубок вызова ФИБА: 2005/2006
- Чемпион Высшей лиги России: 2022/2023
- Обладатель Кубка Испании: 2007/2008
- Бронзовый призёр Кубка России: 2018/2019